# Predzdravilo
Predzdravilo (angleško prodrug) je zdravilo, ki samo po sebi nima ali ima le majhen farmakološki učinek; v aktivno obliko preide šele tekom presnove v organizmu. 

## Namen

### Farmakokinetične lastnosti
Koncept predzdravila se je razvil za izboljšanje farmakokinetičnih lastnosti. Najpogostejši razlog za uporabo predzdravila je izboljšanje biološke uporabnosti, zlasti z ozirom na peroralne farmacevtske oblike, kjer je absorpcija v gastrointestinalnem traktu omejujoč dejavnik. Predzdravilo ima takšne lastnosti, da se v prebavni cevi bolje absorbira kot aktivna oblika učinkovine. Primer predzdravila za izboljšano biološko uporabnost po dajanju v prebavni trakt so nekateri derivati ampicilina, npr. bakampicilin – s povečanjem lipofilnosti molekule se znatno zveča njena absorpcija iz prebavil.
Pogosto z uporabo predzdravila zmanjšamo tudi učinek prvega prehoda, torej izgub zaradi metabolizma v jetrih. Primer takšnega predzdravila je levodopa, ki se uporablja pri terapiji Parkinsonove bolezni. Levodopa se v možganih pretvori v aktivno obliko dopamin. Sam dopamin ni primeren za peroralno uporabo.
Redkeje s pripravo predzdravila izboljšamo topnost spojine in s tem prav tako povečamo absorpcijo. 

### Organoleptične lastnosti
Včasih s pripravo predzdravila prekrijemo neprijetne organoleptične lastnosti učinkovine, na primer vonj ali okus, in tako oblikujemo zdravilo, prijaznejše za uporabo. Primer je kloramfenikol, ki ima zelo grenak okus. S tvorbo estra s palmitinsko kislino se ta okus izgubi.